# Sofronia
Sofronia – włoskie imię żeńskie, złożone z elementów sōs- ("zdrowy") i -phron ("duch, umysł"), oznaczające kobietę mądrą, rozumną. 
Sofronia imieniny obchodzi 10 maja, na pamiątkę świętej Sofronii, pustelnicy, żyjącej w Tarencie na przełomie III i IV wieku.
Postaci fikcyjne noszące imię Sofronia: 
- Sofronia, jedna z postaci eposu Jerozolima wyzwolona Torquato Tasso.

Męski odpowiednik: Sofroniusz.